# Jerzy Diwyk
Jerzy Diwyk (ur. 5 listopada 1944) – polski działacz państwowy i pożarniczy, w latach 1984–1990 przewodniczący Prezydium Wojewódzkiej Rady Narodowej w Pile.

## Życiorys
Syn Józefa. Wieloletni działacz Ochotniczej Straży Pożarnej. W kadencji 1996–2001 wiceprezes zarządu wojewódzkiego Związku Ochotniczych Straży Pożarnych RP w Pile. Został prezesem zarządu powiatowego OSP w Wałczu i wiceprezesem zarządu gminnego OSP w gminie wiejskiej Wałcz. Zasiadał w radzie nadzorczej wałeckiego zakładu energetyki cieplnej i lokalnego PSS „Społem”.
W czasach Polski Ludowej zasiadał w Wojewódzkiej Radzie Narodowej w Pile jako bezpartyjny. Od października 1984 do kwietnia 1990 zajmował stanowisko ostatniego przewodniczącego jej prezydium.

## Odznaczenia
W 1993 odznaczony Krzyżem Kawalerskim Orderu Odrodzenia Polski za wybitne zasługi w działalności na rzecz ochrony przeciwpożarowej. W 2005 otrzymał Złotą Odznakę Honorową Gryfa Zachodniopomorskiego na wniosek starosty wałeckiego.